# Moinești
Moinești (ungerska: Mojnest) är en stad (municipiu) i länet Bacău i det historiska landskapet Moldova i östra Rumänien. Stadens namn kommer från rumänskans moină, som betyder duggregn. Moinești hade en gång en stor judisk befolkning; i judiska sammanhang återges namnet ofta som Mojnescht. 2002 hade staden ett invånarantal på 24 210. 

## Orter
Stadskommunen Moinești omfattar utöver själva staden Moinești även den närliggande byn Găzărie:
| Namn                  | Folkmängd (2021) |
| --------------------- | ---------------- |
| Moinești (centralort) | 18 704           |
| Găzărie               | 1 024            |

## Kända personer
- Tristan Tzara (1896-1963)

## Bilder

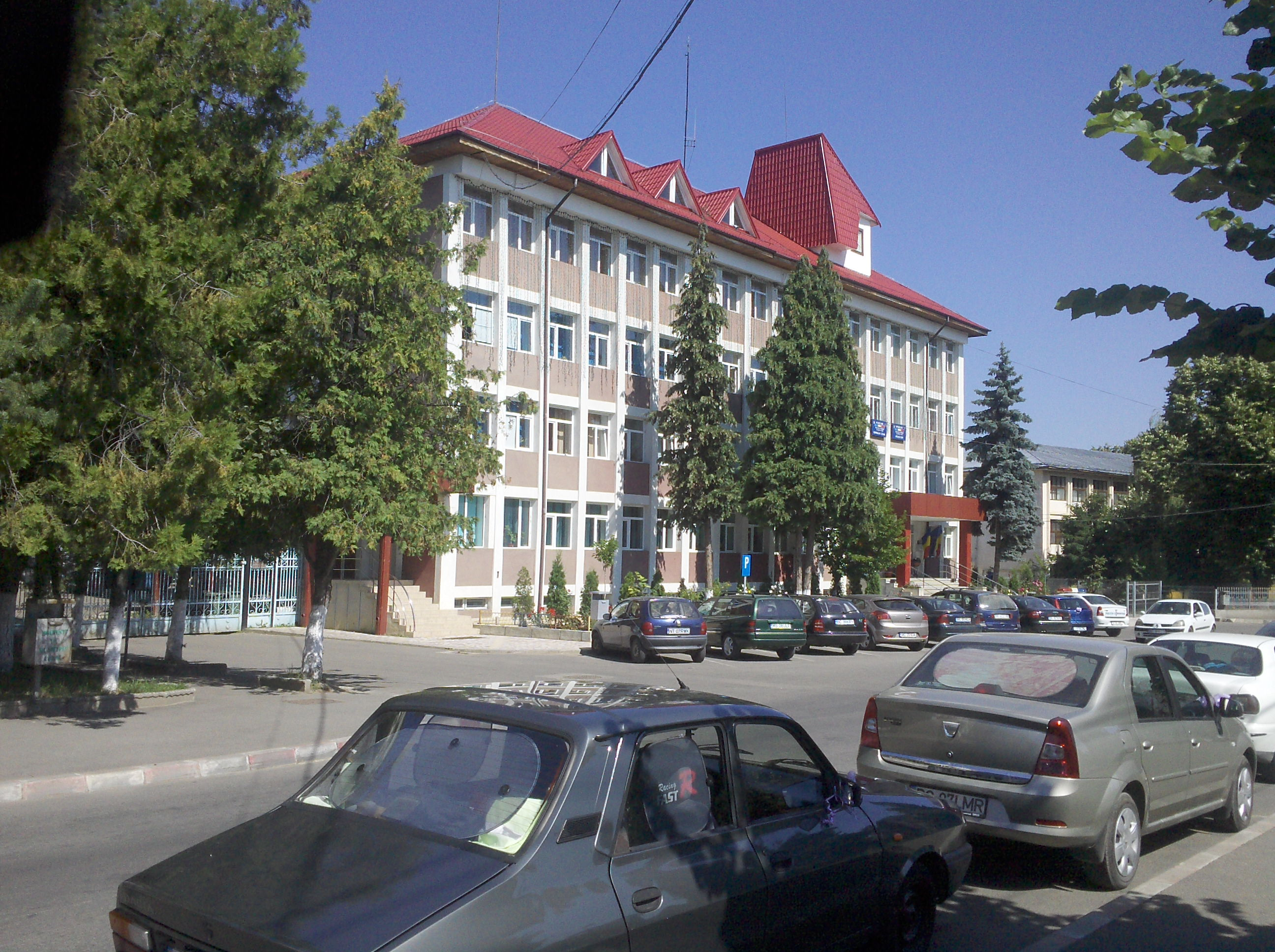
Stadshuset.
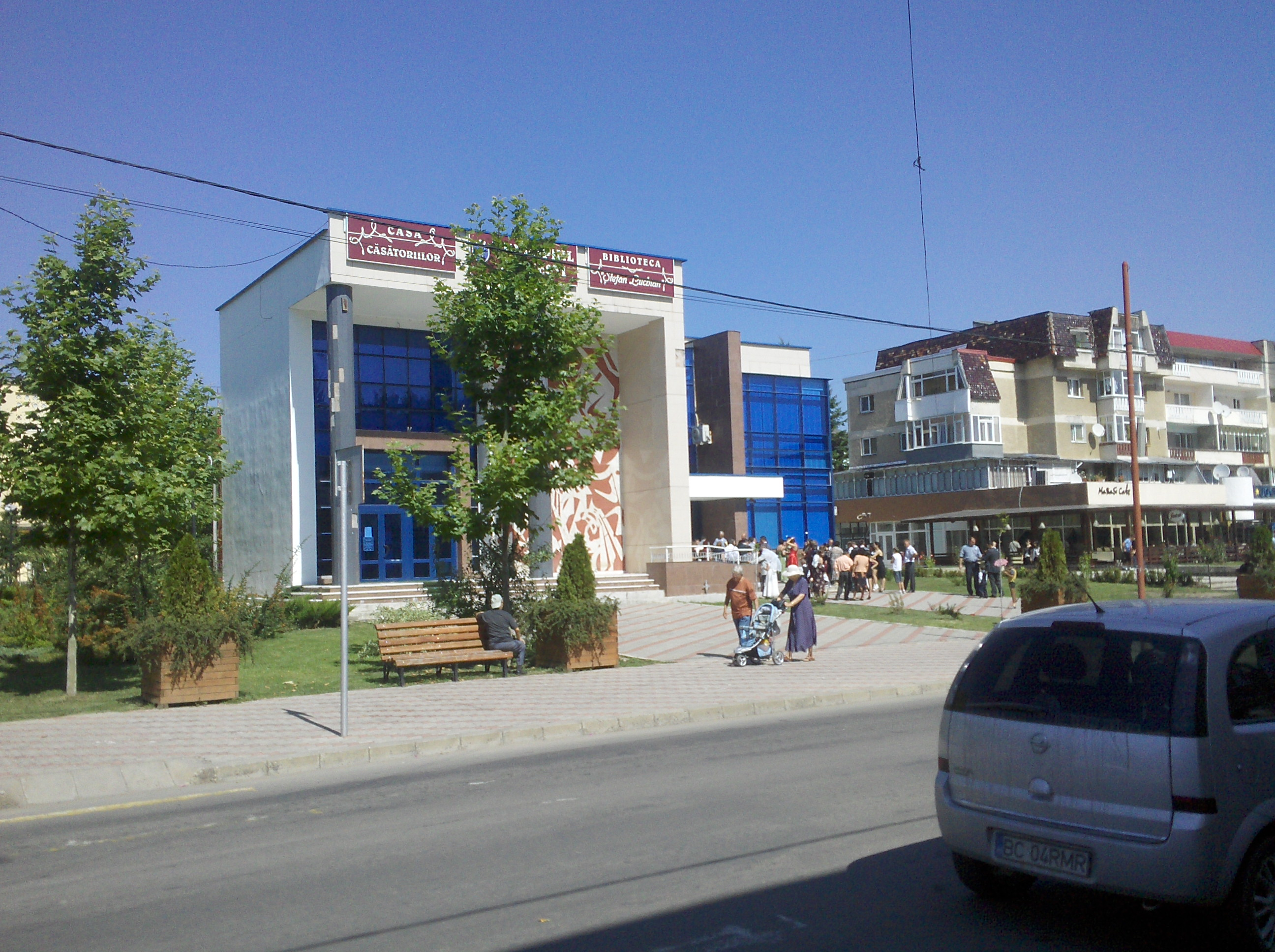
Kulturhuset.
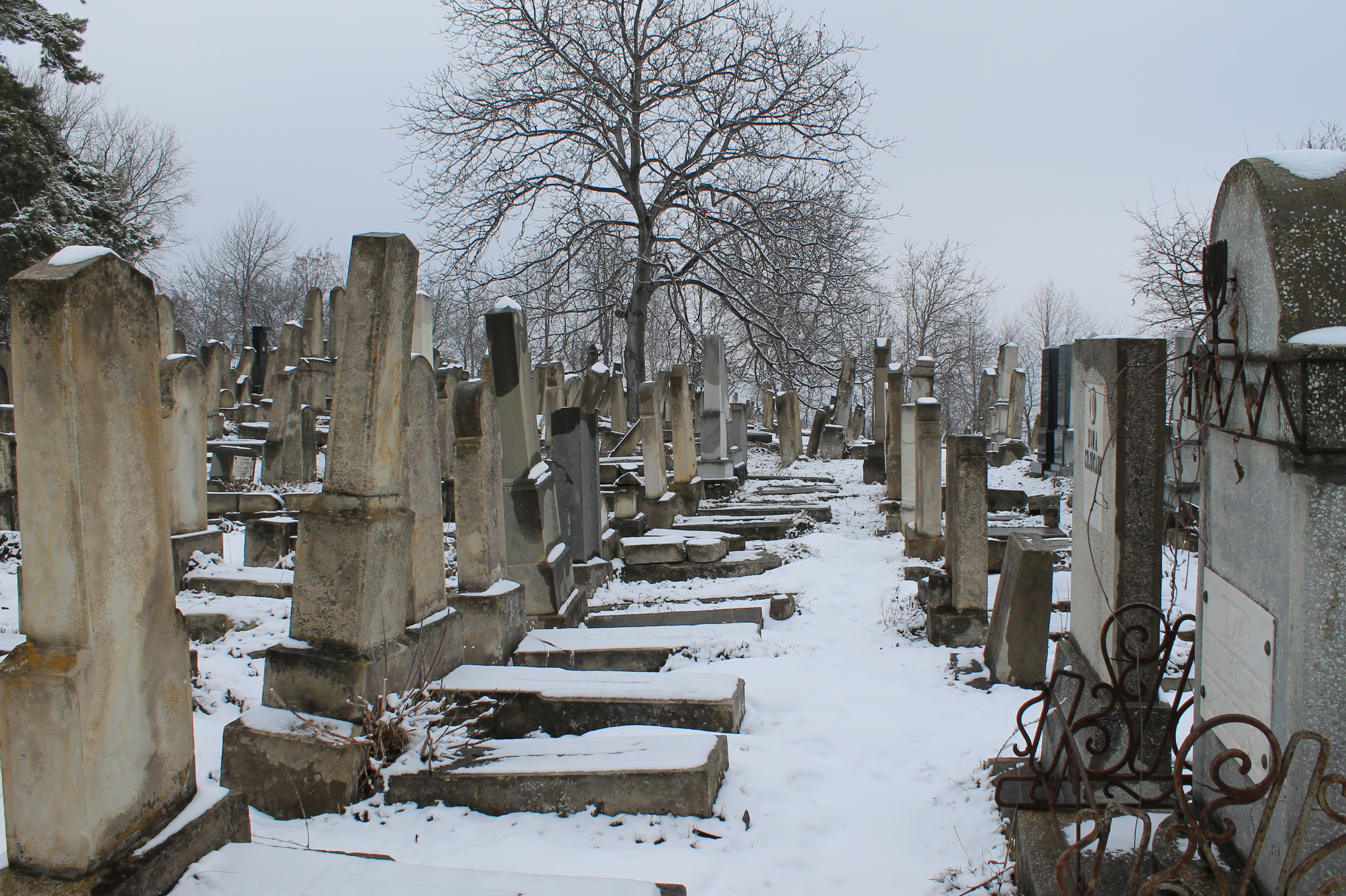
Judiska kyrkogården.